# Ricardo Maia de Campos
Ricardo Jorge Francisco Maia de Campos (sinh ngày 14 tháng 7 năm 1985 ở Caldas da Rainha) là một cầu thủ bóng đá người Mozambique thi đấu cho U.D. Leiria ở vị trí thủ môn.